# كنار خيمة (ناي بند)
کنار خیمة (بالفارسية: کنارخیمه) هي قرية تقع في إيران في قسم ناي بند الريفي. يقدر عدد سكانها بـ 632 نسمة بحسب إحصاء 2016.